# Low Orbit Ion Cannon
Pour le prénom, voir Loïc
Chronologie des versions
High Orbit Ion Cannon
LOIC, pour Low Orbit Ion Cannon (qui peut être traduit par « canon à ion en orbite basse », une arme de Command and Conquer), est une application de test de réseau, écrite en C# et développée par Praetox Technologies. Cette application tente d'attaquer par déni de service le site ciblé en inondant le serveur avec des paquets TCP, des paquets UDP, dont des requêtes HTTP avec l'intention de perturber le service d'un hôte particulier. Le programme a été exploité au cours du projet Chanology qui visait les sites web scientologues.

## IRCLOIC
« NewEraCracker » a mis à jour LOIC pour l'Operation Payback et a corrigé quelques bugs.
Depuis la version 1.1.1.3, LOIC comporte une nouvelle option nommée « Hive Mind » qui autorise le contrôle de LOIC par un opérateur de salon IRC. Cette option est aussi appelée « botnet volontaire ».
Cette version fonctionne sous Windows XP ou plus récent, et requiert Microsoft .NET Framework 3.5 Service Pack 1. LOIC fonctionne aussi sous Linux grâce à Mono ou Wine avec .NET Framework 2.0. Il existe également une ré-implémentation en Qt4/C++ nommée LOIQ. LOIC a été codé sur un Visual Studio (les Anonymous n'ont pas pris la peine de changer l'icône).
Une option pour démarrer le programme comme une tâche de fond est aussi disponible dans ces premières versions.

## Utilisation
L’application LOIC a été utilisé particulièrement lors de trois attaques par le groupe hacktiviste Anonymous : l’Opération Chanology du janvier 2008, quand les sites de l’Église de Scientologie ont été ciblés ; l’Opération Payback du septembre 2010, déclenchée contre les sites des organisations et des entreprises qui s’opposaient à WikiLeaks et l’Opération Megaupload du janvier 2012, une forme de proteste à la fermeture du site de partage de fichiers Megaupload, décidé par le département de la Justice des États-Unis. Cette dernière attaque a été, selon Anonymous, la plus grande attaque par déni-de-service sur Internet et a également utilisé HOIC.

## Limites
Pour toutes les versions de LOIC il est assez facile de reconnaître l'adresse IP de l'attaquant, s'il n'est pas protégé par un réseau ou proxy anonymiseur.
Les Anonymous utilisent HOIC, remplaçant le L par un H, le Low par un High.